# Luneray
Luneray é uma comuna francesa na região administrativa da Normandia, no departamento de Sena Marítimo. Estende-se por uma área de 5,08 km². Em 2010 a comuna tinha 2 226 habitantes (densidade: 438,2 hab./km²).